# Harold Kenneth Ashworth
Harold Kenneth Ashworth, britanski general, * 1903, † 1978.